# Aage Andersen (fodboldspiller)
Aage Jørgen Christian Andersen (født 1. december 1883 i København, død 1. april 1976 i Pinner, London, England) var en dansk fodboldspiller.
Andersen spillede i AB og var med på det uofficielle danske hold (bestående af spillere fra KBU), der vandt guldmedalje i OL 1906.